# بول دييل
بول دييل (بالانجليزية: Paul Diel) (يوليو11، 1893 - يناير5، 1972) عالم نفس من أصل نمساوي، وهو من قام بتطوير طريقة التحليل الإستبطاني وسيكولوجية التحفيز.

## حياته
ولد دييل في فيينا بأستريا في يوليو11 عام 1893، لأم من أصل ألماني تعمل مدرسةً وأب غير معروف. أصبح يتيماً في عمر الثالثة عشر بعد قضاء 8 سنوات في دار أيتام ديني، ولكن تمكن من الحصول على البكالوريا بدعم من فاعل خير. لم يسعى دييل للحصول على تعليم عالٍ رسمي، بل أصبح ممثلاً، روائياً، وشاعراً قبل أن يعلم نفسه الفلسفة. أبحر دييل في عالم الأبحاث النفسية الخاص به، متأثراً بالفلاسفة أفلاطون وكانت وسبينوزا، وكذلك بعلماء النفس فرويد وأدلر ويونغ، ووضع أساسيات طريقة التحليل الإستبطاني والتي ساعدته في وضع نظريات في سيكولوجية التحفيز.
مارس دييل العلاج النفسي في مستشفى فيينا المركزي، وفي عام 1935 أرسل عمله عن التحليل الإستنباطي إلى ألبرت اينشتاين. قدّر اينشتاين عمل دييل بشكل عظيم وبدأوا مراسلات بينهم لم تنقطع إلا بوفاة اينشتاين عام 1955.
في عام 1938، بعدما قام الاتحاد النازي الألماني مع النمسا، هرب دييل إلى فرنسا وعمل في مستشفى سانت آن للأمراض النفسية في باريس. للأسف تم سجنه في معسكر اعتقال غورس في جنوب فرنسا خلال الحرب العالمية الثانية؛ لأنه كان مواطناً أجنبياً. بعد اطلاق سراحه، تمكن من الانضمام إلى المركز الوطني للبحث العلمي (اختصاراً: CNRS) في عام 1945 بدعم من اينشتين وإيرين جوليو-كوري. عمل في المركز الوطني للبحث العلمي كمعالج نفسي للأطفال في معمل هنري والون.
أكمل دييل عمله كباحث ومعالج نفسي، قام بتدريب مجموعات من الطلاب ونشر كتب في مجالات مختلفة، كالتعليم والرمزية والتطور حتى توفي من السرطان في باريس في يناير 5 من عام 1972.

## اقرأ أيضاً عن

### أعماله
- دييل، ب (1989). الخوف والقلق: المحفزات الأولية للبقاء والتطور. (ب، دونفى، ترانس.). كلاريمونت، CA: بيت الصياد. ISBN 0-89793-051-7.
- دييل، ب (1986). رمز الإله: تاريخه وأهميته. (ن. مارانس، ترانس.). سان فرانسيسكو: هاربر ورو.ISBN 0-06-254805-0.
- دييل، ب (1987). جريد التحليل النفسي. (ر.جرافيل، ترانس.). بوسطن: شامبالا.ISBN 0-87773-370-8.
- دييل، ب (1991). سيكولوجية التحفيز (مجتمع بول دييل، ترانس.). كلاريمونت، CA: بيت الصياد. ISBN 0-89793-057-6.
- دييل، ب (1987). سيكولوجية إعادة التعلم (ر.روزنتال، ترانس.). بوسطن\نيويورك: شامبالا\البيت العشوائي.ISBN 0-87773-367-8.
- دييل، ب (1992). علم النفس، التحليل النفسي، والطب (ك.ماك كينلي، ترانس.).ألاميدا،CA: بيت الصياد. ISBN 0-89793-058-4.
- دييل، ب (1980). الرمزية في الأساطير اليونانية: رغبة الإنسان وتحولاته (ف.ستيورت، م.ستيورت ور.فولكمان، ترانس.). بولدير\نيويورك: شامبالا\البيت العشوائي.ISBN 0-87773-178-0 & ISBN 0-394-51083-6.
- دييل، ب (1986). الرمزية في الإنجيل: جامعة لغة الرمزية وأهميتها السيكولوجية (ن. مارانس، ترانس.).سان فرانسيسكو: هاربر ورو. ISBN 0-86683-475-3.

### الأعمال التي شارك في كتابتها
بول دييل وج.سولوتاريف (1988). الرمزية في إنجيل جون (ن.مارانس، ترانس.). سان فرانسيسكو: هاربر ورو.ISBN 0-86683-509-1.

### أعمال ذات صله
- ج. سولوتاريف. (1991). مغامرة في الأماكن المغلقة: الأسلوب الإستنباطي لبول دييل. باريس: إصدارات بايوت.ISBN 2-228-88398-0.
- ج. سولوتاريف. (1994). الرمزية في الأحلام: أسلوب التراجم لبول دييل. باريس: إصدارات بايوت. ISBN 2-228-88813-3.
- ج. سولوتاريف. (2004). قراءة رمزية للأناجيل: وفقاً للأسلوب الإستنباطي لبول دييل. باريس: إصدارات دو سيرف. ISBN 2-204-07301-6. == روابط خارجية ==
- The Association for Introspective Psychology
- The Association of the Psychology of Motivation (بالفرنسية)
- Correspondence between Diel and Einstein in the Albert Einstein Archives at the Jewish National & University Library, the Hebrew University of Jerusalem